# Liste der Autobuslinien in Vilnius

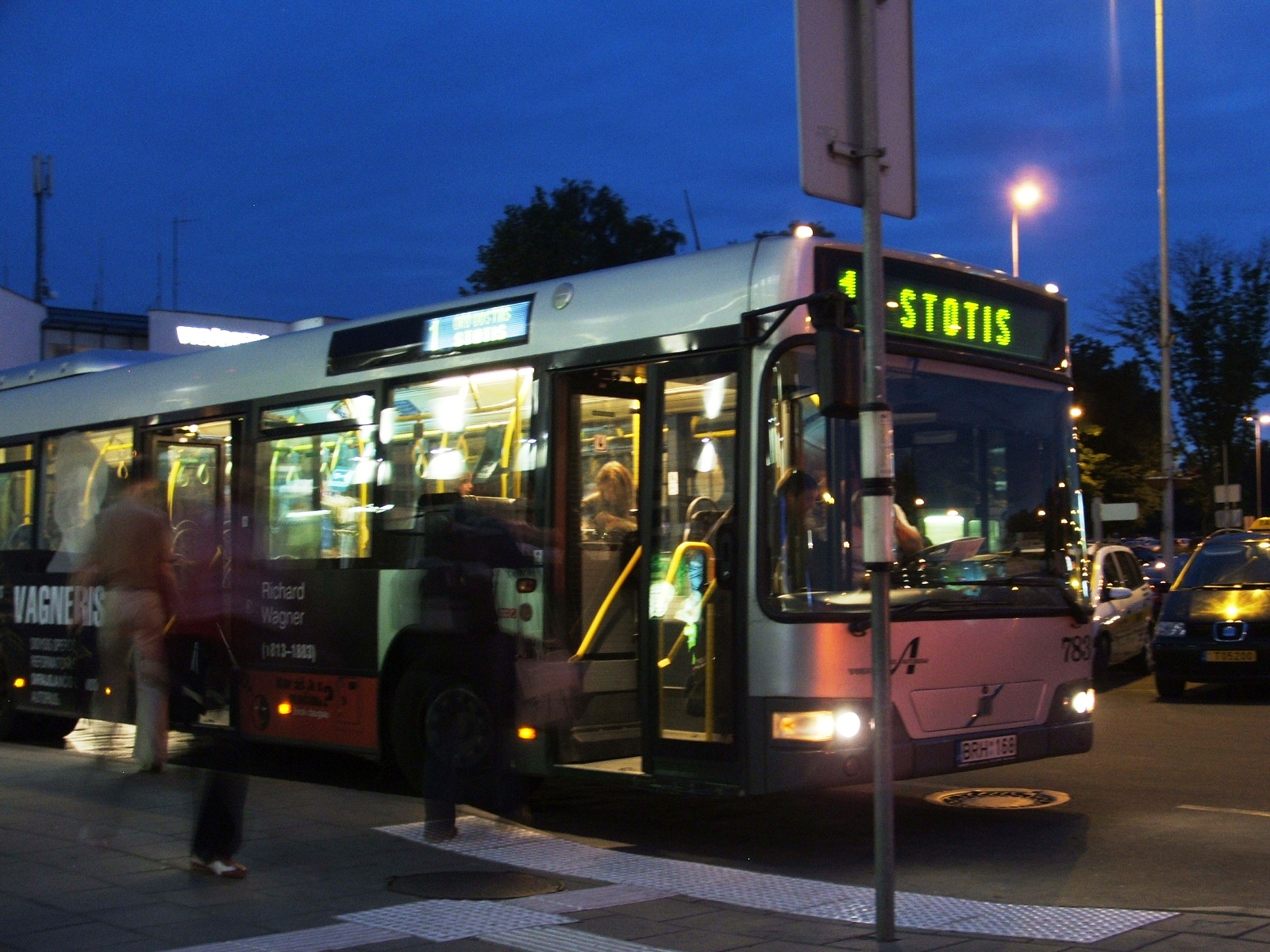
Ein Autobus der Linie 1 am Flughafen Vilnius

Die Liste der Autobuslinien in Vilnius enthält die Autobuslinien in Vilnius, die von der UAB Vilniaus viešasis transportas betrieben werden. Die Liniennummern 1 bis 21 sind dabei zusätzlich auch beim Oberleitungsbus Vilnius vertreten, der von der gleichen Gesellschaft betrieben wird.

## Liste
| Nr. | Linienverlauf                                                 | Bemerkung       |
| --- | ------------------------------------------------------------- | --------------- |
| 1G  | Bahnhof Vilnius – Kalvarijų g. – Santariškės                  | Expressbus      |
| 2G  | Santariškės – Laisvės pr. – Bahnhof Vilnius                   | Expressbus      |
| 3G  | Fabijoniškės – Zentrum – Flughafen Vilnius                    | Expressbus      |
| 4G  | Pilaitė – Konstitucijos prospektas – Saulėtekis               | Expressbus      |
| 5G  | Pašilaičiai – Ozo g. – Saulėtekis                             | Expressbus      |
| 6G  | Parko g. – S. Batoro g. – Žaliasis tiltas                     | Expressbus      |
| 1   | Bahnhof Vilnius – Naujininkai – Flughafen Vilnius             | Flughafen-Linie |
| 2   | Bahnhof Vilnius – Liepkalnis – Flughafen Vilnius              | Flughafen-Linie |
| 3   | Bahnhof Vilnius – Eišiškių pl. – Salininkai – Vaidotai        |                 |
| 4   | Bahnhof Vilnius – Kirtimai                                    |                 |
| 5   | Pašilaičiai – Žalgirio g. – Šiaurės miestelis                 |                 |
| 7   | Šiaurės miestelis – Ozo g. – Lazdynai                         |                 |
| 8   | Žemieji Paneriai – Kirtimų g. – Vaidotai                      |                 |
| 9   | Zuikių g. – Vaidotai                                          |                 |
| 10  | Markučiai – Altstadt Vilnius – Baltupiai – Fabijoniškės       |                 |
| 11  | Žvėrynas – Altstadt Vilnius – Užupis                          |                 |
| 12  | Bahnhof Vilnius – Rudamina – Skaidiškės                       |                 |
| 13  | Žemasis Pavilnys – Bahnhof Vilnius – Vilkpėdė                 |                 |
| 14  | Rudamina – Parko g. – Arimų g.                                |                 |
| 15  | Žolyno g. – Turniškės                                         |                 |
| 16  | Bahnhof Vilnius – Nemėžis – Skaidiškės                        |                 |
| 17  | Antakalnis – Antaviliai                                       |                 |
| 18  | Antakalnis – Kairėnų g. – Parko g.                            |                 |
| 19  | Bahnhof Vilnius – Salininkai                                  |                 |
| 20  | Žemieji Paneriai – Lazdynai                                   |                 |
| 21  | Lazdynėliai – Pamėnkalnio g.                                  |                 |
| 22  | Lazdynai – Lukiškės                                           |                 |
| 23  | Bahnhof Vilnius – Lazdynai                                    |                 |
| 24  | Fabijoniškės – Geležinio Vilko g. – Žemieji Paneriai          |                 |
| 25  | Žemieji Paneriai – V. A. Graičiūno g. – Vaidotai              |                 |
| 26  | Ozo g. – Baltupiai – Didieji Gulbinai                         |                 |
| 27  | Kalvarijų g. – A. Kojelavičiaus g. – Arimų g.                 |                 |
| 28  | Žemieji Paneriai – Grigiškės – Valai                          |                 |
| 29  | Vilkpėdė – Grigiškės                                          |                 |
| 30  | Pilaitė – Konstitucijos pr. – Kalvarijų g. – Antakalnis       |                 |
| 31  | Bahnhof Vilnius – Pavilnys – Naujoji Vilnia                   |                 |
| 32  | Žvėrynas – Zujūnai – Pašilaičiai                              |                 |
| 33  | Šiaurės miestelis – Guriai                                    |                 |
| 34  | Bahnhof Vilnius – Olandų g. – Baltupiai – Visoriai            |                 |
| 35  | Žalgirio g. – Naujieji Verkiai – Ožkiniai                     |                 |
| 36  | Žalgirio g. – Balsiai – Pagubė                                |                 |
| 37  | Kalvarijų g. – Rokantiškės                                    |                 |
| 38  | Antakalnis – Šilėnų g.                                        |                 |
| 39  | Antakalnis – Balžio g.                                        |                 |
| 40  | Fabijoniškės – S.Stanevičiaus g. – Lukiškės                   |                 |
| 41  | Bahnhof Vilnius – Eišiškių pl. – Užusienis                    |                 |
| 42  | Bahnhof Vilnius – Eišiškių pl. – Salininkai                   |                 |
| 43  | Justiniškės – Konstitucijos prospektas – Lukiškės             |                 |
| 46  | Pašilaičiai – A. Goštauto g. – Lukiškės                       |                 |
| 48  | Šeškinė – Pašilaičiai – Santariškės                           |                 |
| 49  | Ateities g. – Žalgirio g. – Bukčiai                           |                 |
| 50  | Antakalnis – Minties g. – Bajorai                             |                 |
| 51  | Žemieji Paneriai – Trakų Vokė – Pagiriai                      |                 |
| 52  | Lukiškės – Tarandė                                            |                 |
| 53  | Fabijoniškės – Kalvarijų g. – Pylimo g. – Bahnhof Vilnius     |                 |
| 54  | Pilaitė – Bahnhof Vilnius                                     |                 |
| 55  | Lazdynai – Santariškės                                        |                 |
| 56  | Fabijoniškės – Konstitucijos prospektas – Lukiškės – Vilkpėdė |                 |
| 57  | Fabijoniškės – Bajorai – Bukiškės                             |                 |
| 58  | Bahnhof Vilnius – Guriai – Grigaičiai                         |                 |
| 59  | Grigiškės – Žvėrynas                                          |                 |
| 61  | Bahnhof Vilnius – Kuprioniškės                                |                 |
| 62  | Žemieji Paneriai – Gureliai – Lazdynai                        |                 |
| 63  | Žvėrynas – Pilaitės pr. – Karveliškės                         |                 |
| 65  | Ožkiniai – Balsiai – Pagubė                                   |                 |
| 66  | Žalgirio g. – Žaliųjų Ežerų g. – Europos parkas – Skirgiškės  |                 |
| 67  | Parko g. – Mickūnai                                           |                 |
| 68  | Lazdynai – Lentvaris – Grigiškės                              |                 |
| 69  | Bajorai – Ateities g. – Žalgirio g. – Šiltnamių g.            |                 |
| 73  | Justiniškės – Lukiškės – Vilkpėdė                             |                 |
| 74  | Bahnhof Vilnius – Subačiaus g. – Parko g.                     |                 |
| 75  | Pilaitė – Santariškės                                         |                 |
| 76  | Ateities g. – Balsiai – Bireliai                              |                 |
| 78  | Bahnhof Vilnius – Eišiškių pl. – Pagiriai                     |                 |
| 82  | Bahnhof Vilnius – Salininkai – Juodšiliai                     |                 |
| 87  | Ateities g. – Riešė – Šeškinė                                 |                 |
| 88  | Flughafen Vilnius – Europos aikštė                            | Expressbus      |
| 89  | Bahnhof Vilnius – Altstadt Vilnius – Nepriklausomybės aikštė  | Elektrobus      |
| 114 | Šiaurės miestelis – Mileišiškės – Vinciūniškės                |                 |
| 115 | Antakalnis – Rokantiškės – Parko g.                           |                 |
| 116 | Žvėrynas – Gudeliai – Ungurių g.                              |                 |